# Championnat du Kirghizistan de football 1997
Navigation
Saison précédente Saison suivante
La saison 1997 du Championnat du Kirghizistan de football est la sixième édition de la première division au Kirghizistan. Les dix équipes participantes sont regroupées au sein d'une poule unique où elles s'affrontent deux fois, à domicile et à l'extérieur. En fin de saison, pour permettre l'élargissement du championnat, il n'y a pas de relégation et onze équipes de deuxième division sont promues.
C'est le Dinamo Bichkek qui remporte la compétition cette saison après avoir terminé en tête du classement final, avec cinq points d'avance sur l'Alga-PVO Bichkek et six sur l'AiK Bichkek. C'est le tout premier titre de champion du Kirghizistan de l'histoire du club.

## Les clubs participants
- Alga-PVO Bichkek
- FC Alay Och
- FC Semetei Kyzyl-Kiya
- FC Alay Gulcha
- Zhashtyk Och - Promu de D2
- AiK Bichkek
- Dinamo Bichkek
- FC Neftchi Kotchkor-Ata
- KVT Dinamok Kara-Balta
- Dinamo Djalalabad

## Compétition
Le barème de points servant à établir le classement se décompose ainsi :
- Victoire : 3 points
- Match nul : 1 point
- Défaite : 0 point

### Classement
| Rang | Équipe                  | Pts | J  | G  | N | P  | Bp | Bc | Diff |
| ---- | ----------------------- | --- | -- | -- | - | -- | -- | -- | ---- |
| 1    | Dinamo Bichkek          | 46  | 18 | 15 | 1 | 2  | 52 | 10 | +42  |
| 2    | Alga-PVO BichkekC       | 41  | 18 | 13 | 2 | 3  | 44 | 15 | +29  |
| 3    | AiK Bichkek             | 40  | 18 | 13 | 1 | 4  | 38 | 15 | +23  |
| 4    | KVT Dinamo Kara-Balta   | 33  | 18 | 10 | 3 | 5  | 43 | 30 | +13  |
| 5    | FC Alay Och             | 28  | 18 | 8  | 4 | 6  | 29 | 19 | +10  |
| 6    | FC Semetei Kyzyl-Kiya   | 25  | 18 | 7  | 4 | 7  | 28 | 25 | +3   |
| 7    | FC Alay Gulcha          | 16  | 18 | 4  | 4 | 10 | 22 | 30 | -8   |
| 8    | Zhashtyk OchP           | 12  | 18 | 3  | 3 | 12 | 17 | 41 | -24  |
| 9    | FC Neftchi Kotchkor-Ata | 10  | 18 | 2  | 4 | 12 | 13 | 57 | -44  |
| 10   | Dinamo Djalalabad       | 5   | 18 | 1  | 2 | 15 | 8  | 52 | -44  |

|  | Champion du Kirghizistan 1997                                                 |
|  | T : Tenant du titre C : Vainqueur de la Coupe du Kirghizistan P : Promu de D2 |

## Bilan de la saison
| Championnat du Kirghizistan de football 1997 |                            |
| Champion                                     | Dinamo Bichkek (1er titre) |
| Coupes et trophées                           |                            |
| Vainqueur de la Coupe du Kirghizistan 1997   | Alga-PVO Bichkek           |
| Qualifications continentales                 |                            |
| Coupe d'Asie des clubs champions 1998-1999   | Aucun                      |
| Coupe des Coupes 1998-1999                   | Aucun                      |
| Promotions et relégations                    |                            |
| Promus en Vysshaya Liga                      | 11 clubs                   |
| Relégués en Deuxième division                | Aucun                      |